# Gaceta de Madrid
La Gaceta de Madrid, también Gazeta de Madrid, fue el nombre que recibió el Boletín Oficial del Estado entre 1661 y 1936. Era una publicación periódica oficial editada en la ciudad española de Madrid.

## Historia
Durante el siglo XVII la imprenta propició el nacimiento de numerosos boletines o gacetas en prácticamente toda Europa; estas publicaciones surgirán de manos de la iniciativa privada y con un contenido estrictamente informativo.
En España este fenómeno se concreta en la creación, en febrero mayo junio de 1662, de la Relación o Gaceta de algunos casos particulares, así políticos como militares, sucedidos en la mayor parte del mundo hasta fin de 1660, convirtiéndose en el primer periódico de información general que surge en España.
La Gaceta, en el momento de su nacimiento, estaba dirigida y administrada desde la iniciativa privada. Esta circunstancia varía por completo durante el reinado de Carlos III, quien, en 1762, decide otorgar a la Corona el privilegio de imprimir la Gaceta. De esta forma, la publicación pasa a convertirse en un medio de información oficial que refleja los criterios y decisiones del Gobierno.
Posteriormente, por la Real orden circular del Gobierno dirigida á todas las autoridades del reino de 22 de septiembre de 1836, se establece que los decretos, órdenes e instrucciones que dicte el Gobierno se considerarán de obligación desde el momento en que sean publicados en la Gaceta. De este modo, la Gaceta pasaba a convertirse en un órgano de expresión legislativa y reglamentaria, característica que conservará hasta la actualidad.
En cuanto a la estructura de la Gaceta, es en 1886 cuando se establece que la publicación sólo contendrá documentos de interés general (leyes, decretos, sentencias de tribunales, contratos de la Administración Pública, anuncios oficiales, entre otros); asimismo se establece un orden de preferencia en la publicación de las disposiciones que atiende a criterios de urgencia y un orden de prioridad de la inserción de documentos: Leyes, Reales Decretos, Reales Órdenes. Por último, se prescribe que, dentro de cada sección, el orden de publicación ha de ser el de antigüedad de los Ministerios, siempre tras la Presidencia del Consejo de Ministros. Toda esta estructura será perfilada por una Real Orden de 6 de junio de 1909.

### Denominaciones
Por lo que se refiere a la denominación, previamente había recibido nombres como Gazeta nueva de los sucesos políticos y militares (1661-1662), Gaceta ordinaria de Madrid (1667-1680) o Nuevas ordinarias de los sucesos del Norte (1683-1697). En 1697 empezó a publicarse como Gaceta de Madrid, nombre que mantendría, con transitorios cambios de denominación, hasta entrado el siglo XX. Es importante resaltar que en determinados momentos históricos convivieron, al mismo tiempo, varios diarios oficiales con denominaciones distintas.
En 1936, tras el estallido de la guerra civil, adoptó el título Gaceta de la República: Diario Oficial en noviembre de dicho año. Esta publicación sería sustituida tras el fin del conflicto por el Boletín Oficial del Estado, que se había empezado a publicar el 2 de octubre en la zona sublevada tras una etapa previa bajo el título Boletín Oficial de la Junta de Defensa Nacional.
| - Periodo con numerosos cambios de título, 1661 a 1697. - Gaceta de Madrid, de 1697 a 31 de marzo de 1934. - Gazeta Ministerial de Sevilla, de 1 de junio de 1808 a 10 de enero de 1809. - Gaceta del Gobierno, de 6 de enero de 1809 a 29 de agosto de 1809. - Gazeta de la Regencia de España e Indias, de 13 de marzo de 1810 a 25 de enero de 1812. - Gazeta de la Regencia de las Españas, de 28 de enero de 1812 a 10 de mayo de 1814. - Gazeta de Madrid baxo el Gobierno de la Regencia de las Españas, de 17 de agosto de 1812 a 30 de diciembre de 1813. - Gaceta del Gobierno, de 1 de julio de 1820 a 11 de marzo de 1821. | - Gazeta Española, de 11 de abril de 1823 a 3 de octubre de 1823. - Gaceta de Madrid: Diario Oficial de la República, de 1 de abril de 1934-8 de noviembre de 1936. - Boletín Oficial de la Junta de Defensa Nacional de España, de 25 de julio de 1936 a 2 de octubre de 1936. - Boletín Oficial del Estado de 2 de octubre de 1936 a 27 de febrero de 1961. - Gaceta de la República: Diario Oficial, de 10 de noviembre de 1936 a 28 de marzo de 1939. - Boletín Oficial del Estado: Gaceta de Madrid, de 28 de febrero de 1961 a 23 de julio de 1986. - Boletín Oficial del Estado de 24 de julio de 1986-hasta la actualidad. |